# Liškovac
Liškovac (în sârbă Лишковац) este un munte din estul Serbiei, situat între localitățile Majdanpek și Donji Milanovac. Vârful său cel mai înalt, Veliki Liškovac, are o altitudine de 803 metri deasupra nivelului mării. Alături de muntele Miroč, Liškovac mărginește defileul Porțile de Fier al Dunării. El este situat în parcul național Đerdap.